# Acidocroton
Acidocroton é um género botânico pertencente à família Euphorbiaceae.

## Espécies
Apresenta 14 espécies:
| - Acidocroton acunae - Acidocroton adelioides - Acidocroton ekmanii - Acidocroton gentryi - Acidocroton horridus - Acidocroton litoralis - Acidocroton lobulatus | - Acidocroton montanus - Acidocroton oligostemon - Acidocroton pilosulus - Acidocroton spinosus - Acidocroton steyermarkii - Acidocroton trichophyllus - Acidocroton verrucosus |